# Département numéro 1
Le département n° 1 est un commandement de l'armée confédérée dont l'existence ne dure que quelques mois (du 2 juin 1861 au 25 juin 1862) au début de la guerre de Sécession.

## Historique
Le département n° 1 est créé le 2 juin 1861 et comprend la Louisiane à l'exception d'une partie au nord -est, le sud du Mississippi et le sud-ouest de l'Alabama(p519).
La ville portuaire de Mobile en Alabama fait partie de ce département(p519).
Le major général Twiggs,, premier commandant du département, installe les quartiers généraux dans la ville de la Nouvelle-Orléans(p519). Twiggs nomme Edward Higgins (en) en tant qu'aide-de-camp. Ce dernier s'attache à convertir des bateaux à vapeur en canonnières(p662).
L'ancien gouverneur André B. Roman écrit au président Jefferson Davis pour se plaindre de Twiggs : « malgré ses bonnes intentions, les infirmités du général Twigg, qui le confinent dans un fauteuil, le disqualifient entièrement pour la situation qu'il tient. ». Sur la demande de Twiggs, le brigadier général Lovell est envoyé pour prendre la responsabilité des défenses côtières, puis une semaine plus tard le brigadier général Daniel Ruggles arrive à La Nouvelle Orléans. Mais, les critiques à l'égard de Twiggs persistent, et il est finalement remplacé après donné sa démission pour raisons médicales par Lovell promu major général(p51),(p67).
Lowel avertit le président Davis et le secrétaire de la guerre que les défenses de La Nouvelle-Orléans sont insuffisantes et qu'une force navale pourrait passer au travers en ne perdant que peu de navires(p68). Lovell réitère ces avertissement en novembre 1861, mais ils restent sans réponses. Par ailleurs, la Confédération faisant face aux avancées de l'Union le long du Mississippi, le département se voit retirer des troupes pour les contrer(p68).
Le 12 mai 1862, le sud-est de l'Alabama est détaché du département, puis le 26 mai l'est de la Louisiane et le Mississippi sont transférés dans le département n° 2.
Mansfield Lovell a moins de 10 000 hommes pour défendre La Nouvelle-Orléans contre les forces de l'Union(p393).
Lorsque la Nouvelle-Orléans tombe aux mains de l'Union, le sort du département est scellé(p519). Le 22 mai 1862, l'ouest de la Louisiane est transféré dans le département du trans-Mississippi et Earl Van Dorn prend le commandement des troupes restant à proximité de La Nouvelle-Orléans et les transfère dans le département n° 2(p876).

## Commandants

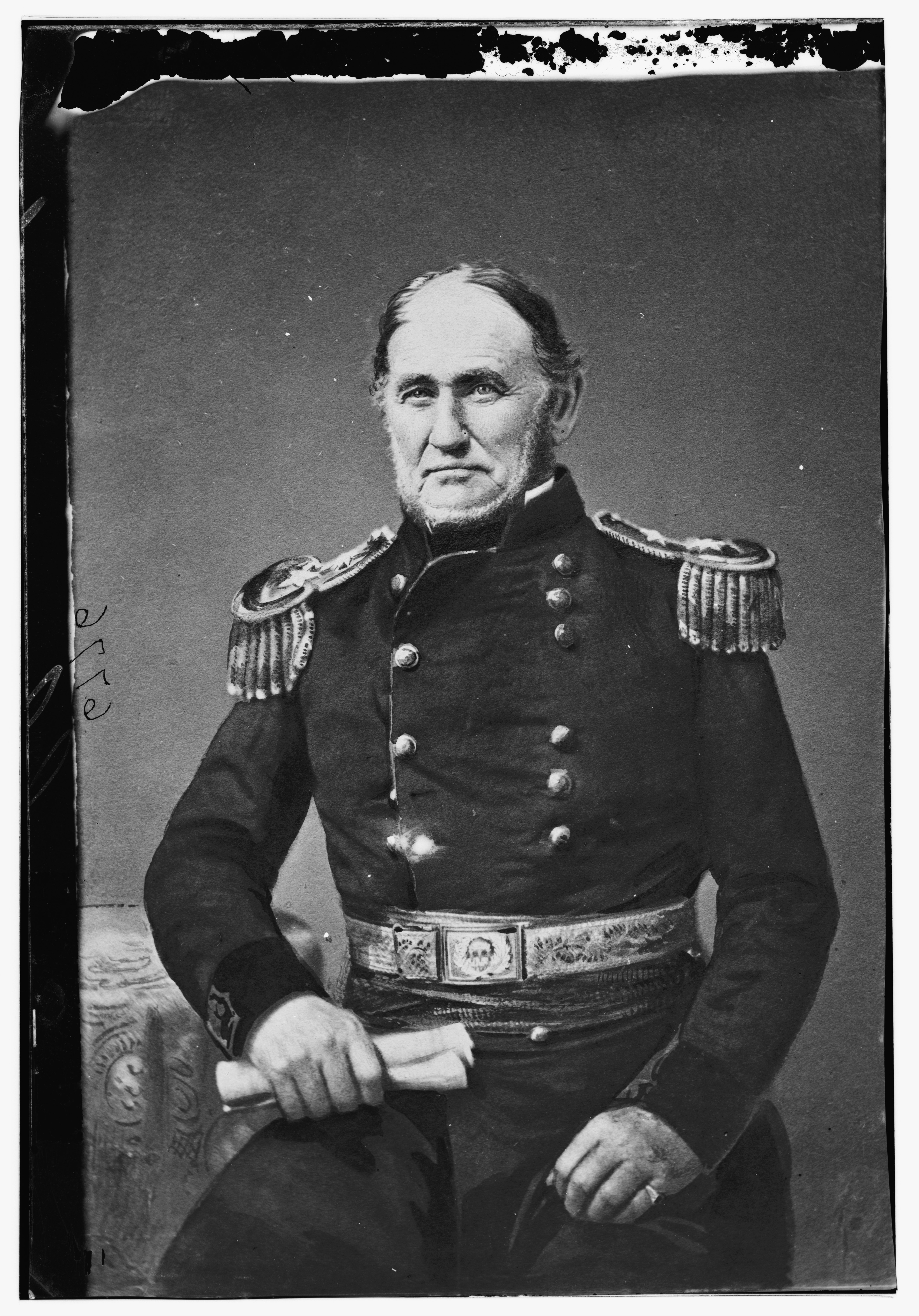
David E. Twiggs
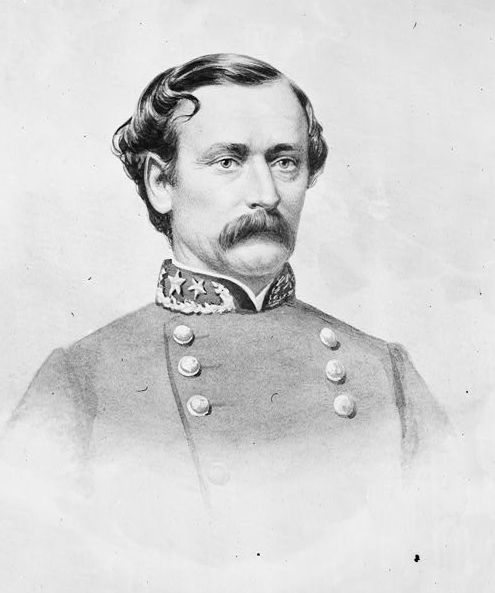
Mansfield Lovell
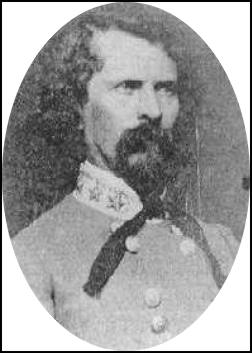
Earl Van Dorn

- Major général David E. Twiggs : 27 mai 1861 – 7 octobre 1861[5](p876)
- Major général Mansfield Lovell : 7 octobre 1861 – 20 juin 1862[5](p876)
- Major général Earl Van Dorn : 20 juin 1862 – 25 juin 1862[5](p876)